# Schiffsfriedhof von Nouadhibou

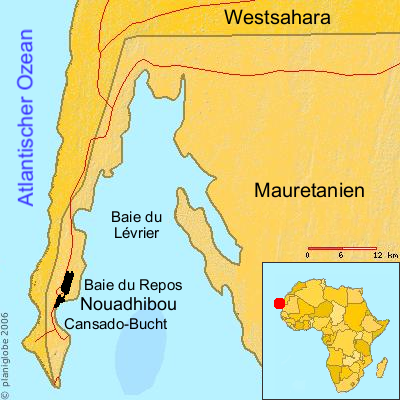
Lage des Schiffsfriedhofs von Nouadhibou

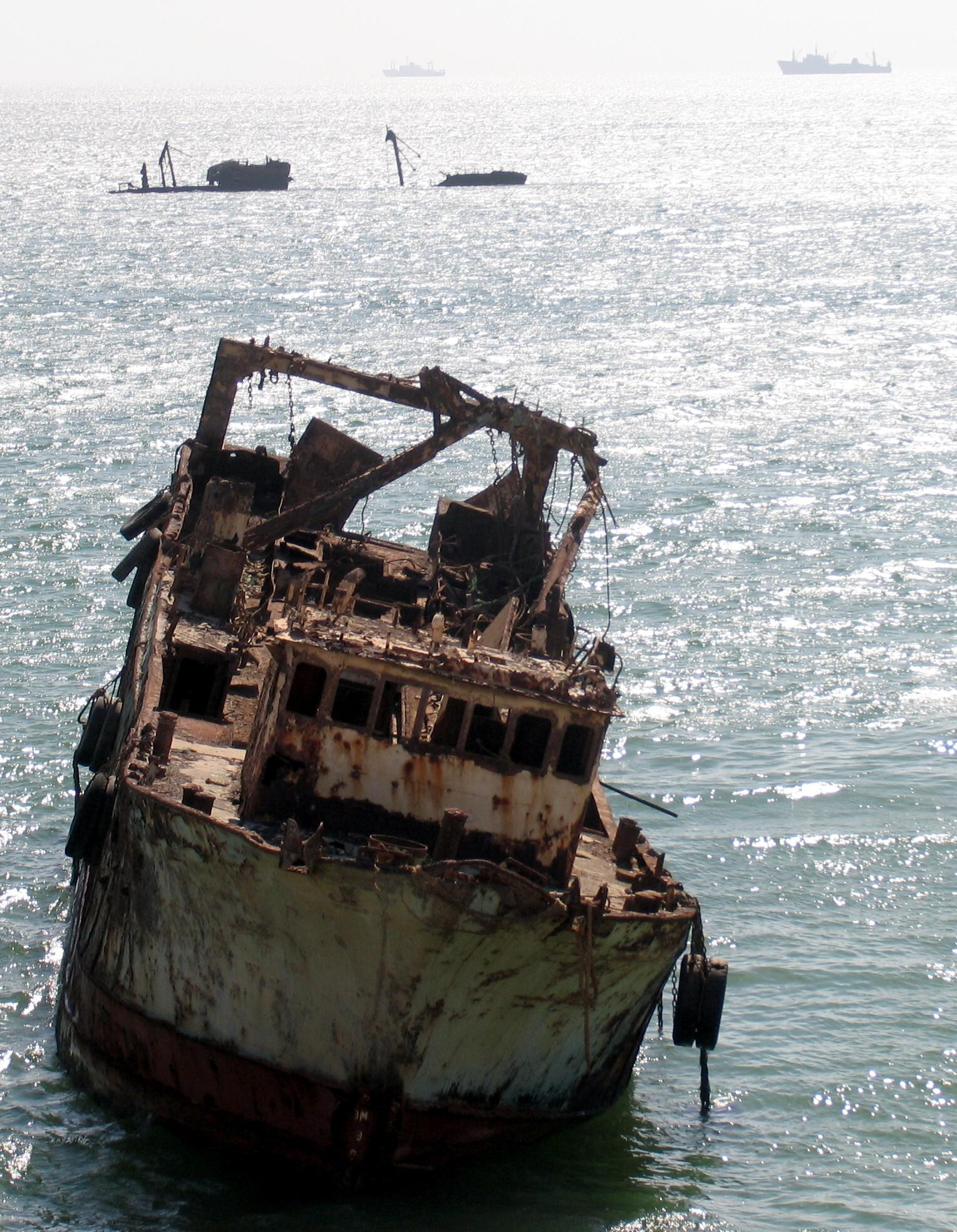
Verrottendes Schiff, dahinter ein halbgesunkenes Wrack

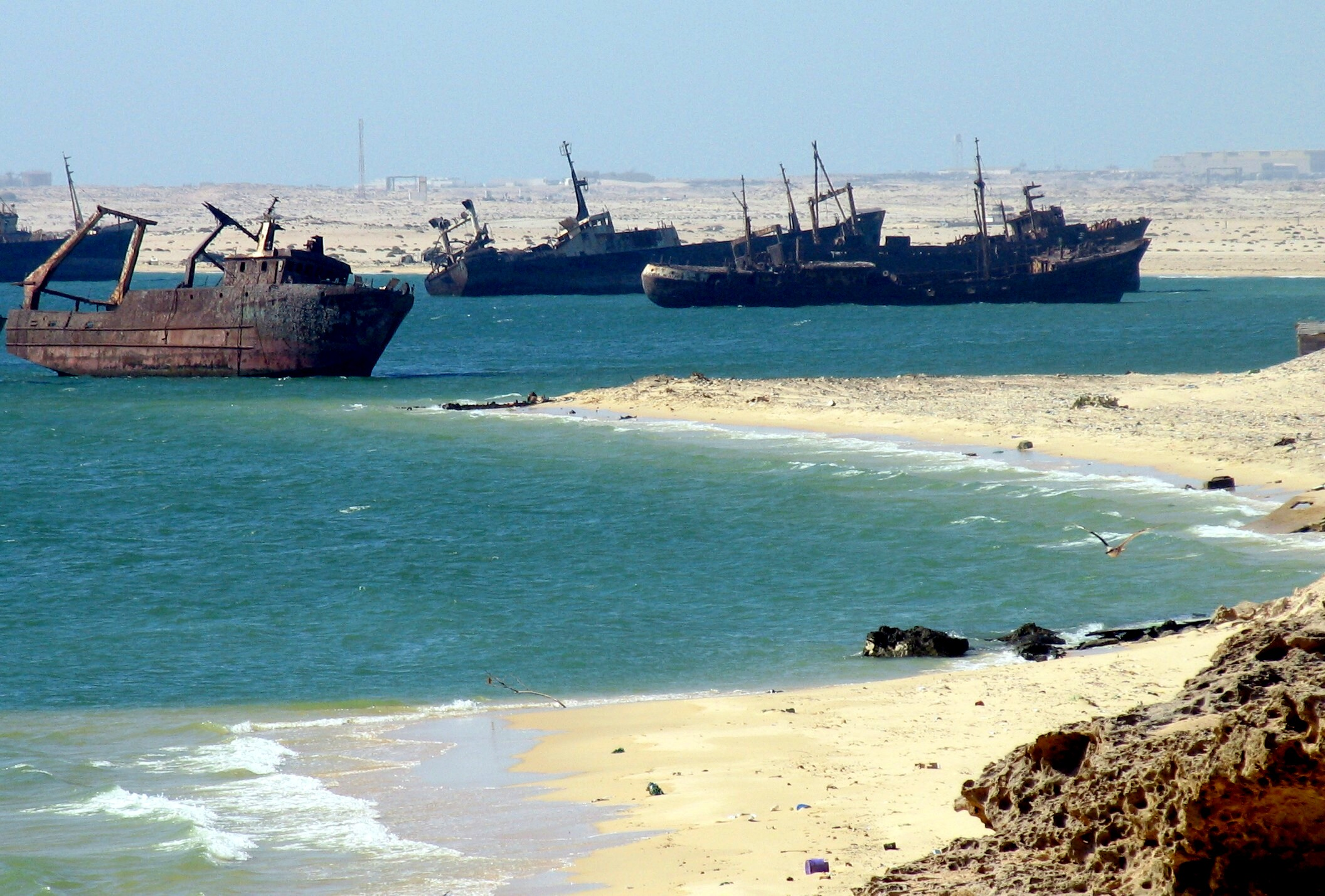
Schiffe am Schiffsfriedhof

Der Schiffsfriedhof von Nouadhibou ist ein großer Schiffsfriedhof im Osten der Halbinsel Ras Nouadhibou in Mauretanien, außerhalb von Nouadhibou, der zweitgrößten Stadt des Landes. Die Schiffe befinden sich in verschiedenen Stadien des Zerfalls und sitzen teilweise am Ufer fest oder schwimmen in einigen hundert Metern Entfernung auf dem Meer.
Die Schiffe sind gegen die Wellen und Strömungen des Atlantischen Ozeans geschützt. Der Großteil der Wracks befindet sich in der Cansado-Bucht südöstlich des Stadtzentrums, möglicherweise liegen einige Schiffe in der Baie du Repos nordöstlich der Stadt. 2010 lebten noch auf ein oder zwei Schiffen Besatzungsmitglieder, die im Auftrag der Schiffseigentümer die wertvolle Ausrüstung, die sich auf den Schiffen befand – meist Radar und Funkanlagen – bewachten.
Die Behörden ließen jahrelang zu, dass Schiffe in den Buchten ausgemustert wurden und verfielen. Im Jahr 2004 zählte eine Expedition der Oxford University 104 Schiffe, die zumindest teilweise über die Wasseroberfläche herausragten, sowie 22 Schiffe unter der Wasseroberfläche. Die bei weitem meisten Schiffe wurden etwa 1955 bis 1980 gebaut und wurden nach 1984 aufgegeben. Bis 1979 hatte Mauretanien keine eigene Fischereiflotte, sondern vergab Lizenzen an ausländische Fischer. Der Schiffsfriedhof wuchs dramatisch an, als die mauretanische Fischwirtschaft nationalisiert wurde und unerfahrene Fischer – unter anderem wegen Überfischung – unrentable oder in schlechtem Zustand befindliche Schiffe kauften und später verfallen ließen. Die mauretanische Fischereiflotte war trotz eines 1989 in Nouadhibou eröffneten Reparaturdienstes generell in schlechtem Zustand: 1992 waren nur etwa 50 % der Schiffe einsatzbereit. – Neben Fischfangschiffen liegen unter anderem auch einzelne Fahrzeuge der mauretanischen Marine auf dem Schiffsfriedhof vor Nouadhibou.
1999 versuchte das Fischereiministerium von Mauretanien, die Wracks entfernen zu lassen: Das französische Unternehmen ETR sollte die Schiffe abwracken und für den symbolischen Preis von einem Franc pro Tonne zum Recycling nach Europa schicken. Als ETR mit seinem Gerät nach Nouadhibou kam, protestierten jedoch die Schiffseigentümer und verlangten Schadenersatz, woraufhin ETR – aus Sorge vor einem Rechtsstreit – den Vertrag kündigte.
Da der Schiffsfriedhof von Nouadhibou ein Umweltrisiko (vor allem durch Ölverlust) darstellt und außerdem den Schiffsverkehr in den flachen Fahrtrinnen zum Hafen behindert, stellte die Europäische Union zwei Millionen Euro für die Beseitigung der Wracks bereit (Stand 2004). Die Wracks sollten daraufhin zunächst in die Mitte der nahen Bucht Baie du Lévrier geschleppt werden, die tief genug ist, damit keine Probleme mehr für die Schifffahrt entstehen. Dort sollten die Wracks außerdem als neues Habitat (Lebensraum) die Fischpopulation vergrößern.
Die Pläne wurden später geändert, 2006 stellte die EU-Kommission 26,2 Millionen Euro bereit, um eine „Verbesserung der Schiffbarkeit, Einhaltung der Sicherheitsnormen in der Bucht von Nouadhibou, Umweltschutz und Stärkung der Verwaltungskapazitäten“ zu erreichen. Dazu sollen 55 der Wracks an eine Lagerstelle weiter nördlich in der Bucht (Plage Nord, frz. „Nordstrand“; zwischen der Pointe Rey im Osten und dem Port Artisanal im Westen) abgeschleppt werden. Die 55 Wracks, deren Schadstoffe vor der Lagerung entsorgt werden sollen, befinden sich zum Teil unter der Wasseroberfläche und/oder sind nicht mehr schwimmfähig. Die Ausschreibung für das Projekt lief bis zum 7. Mai 2007.
Nach einem Bericht von 2016 ist eine Besichtigung nicht mehr möglich, da der Zugang zum Schiffsfriedhof gesperrt wurde. Es wird von 300 Schiffen gesprochen.
Ein Blick aus der Satellitenperspektive in das Umfeld der Koordinaten des Schiffsfriedhofs zeigt nach dem Stand von Juli 2025 vor der Küste von Pointe Rey im Osten und von Pointe Chakal im Westen, vor der Einfahrt zum Becken des Fischereihafens, mindestens 60 rostfarbene Objekte auf Reede bzw. auf Grund (Schiffsumrisse sind unter Wasser sichtbar). Die Objekte liegen unbeweglich, da sie keine Bug- und Heckwellen erzeugen. Ferner ist das Becken des Fischereihafen derartig überfüllt mit in mehreren Reihen an 15 Piers festgemachten Pirogen, dass es für einen Fischer schier unmöglich wäre, mit einer bestimmten am Pier festgemachten Piroge durch den dicht an dicht vertäuten Pulk von Booten aus dem Hafen herauszufahren oder, wenn das Boot in der zweiten oder dritten Reihe vertäut ist, es überhaupt zu finden. Zwischen den Bootsrümpfen ist kein Fahrwasser freigeblieben. Schätzungsweise liegt dort eine Anzahl von 2000 bis 4000 Pirogen. Die Baie du Repos, von der Anfangs als Liegeplatz von Schiffswracks die Rede war, ist mittlerweile beim Ausbau der Start- und Landebahn des Flughafens Nouadhibou verfüllt worden.